# Звонко Радић
Звонко Радић (Београд, 2. август 1960) бивши је југословенски и српски фудбалер и садашњи фудбалски тренер.

## Каријера
Каријеру је започео у школи фудбала Црвене звезде, а за главни тим одиграо је само једну утакмицу у сезони 1978/79. Након тога играо је за Вардар из Скопља и београдски Чукарички. У периоду од 1985. до 1987. играо је за италијански Мирандолезе.
Од 1993. године радио је наредних десет година у стручном штабу Црвене звезде, углавном у омладинским секцијама. Био је један од првих тренера Немање Матића. У септембру 1999. године је био привремени тренер Црвене звезде, а након тога радио је као помоћни тренер у истом клубу, када га је водио Славољуб Муслин.
У фебруару 2009. године прешао је у руски Амкар Перм, где је био одговоран за други тим и дечију школу фудбала. У јуну 2011. године именован је за главног тренера женског клуба Звезда 2005, али је ту функцију напустио у новембру исте године. Током лета 2012. године био је помоћни тренер Шерифа из Тираспоља који је водио Милан Милановић, а цео тренерски штаб добио је отказ због неуспеха у Лиги шампиона..
По повратку у Србију радио је углавном са другим и омладинским тимовима у БСК Борча, Колубари, Раду, Јединству из Сурчина и другим клубовима.